# Расмуссен, Метте
Метте Расмуссен (дат. Mette Rasmussen; родилась в 1988 году в Орхусе, Дания) — датская джазовая и импровизационная музыкантка (альт-саксофон).

## Жизнь и творчество

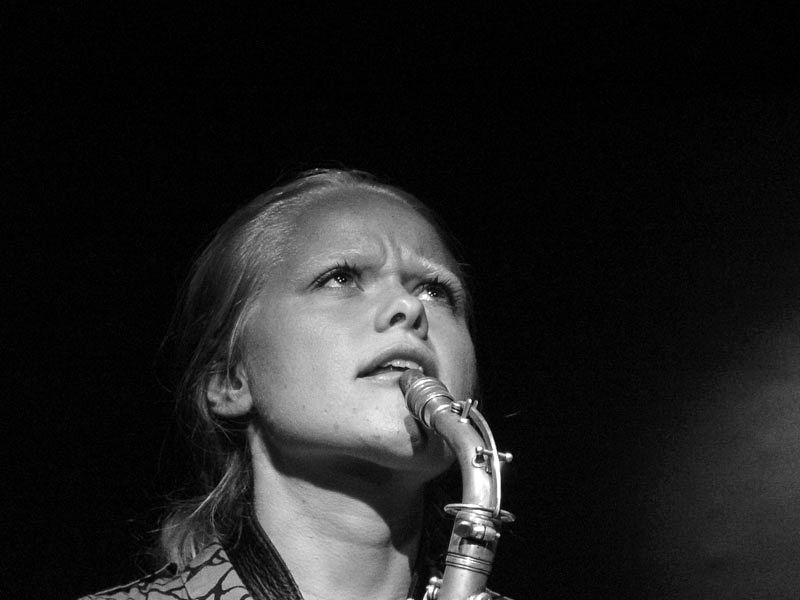
Метте Расмуссен (2012).

Расмуссен изучала музыку в Хельсинки примерно в 2009 году и работала в трио с Каспером Томом Кристиансеном и Андреасом Лангом в начале 2010-х. В 2014 году записала одноимённый дебютный альбом для лейбла Efpi со своим трио Riot, которое состояло из британского тенор-саксофониста Сэма Андрэ и швейцарского барабанщика Дэвида Мейера.
В Бруклине в 2013 году записала альбом All the Ghosts at Once (Relative Pitch) в дуэте с барабанщиком Крисом Корсано; в 2014 году она выступала с Корсано в Jazzhus Montmartre в рамках Копенгагенского джазового фестиваля (Unseen Recordings); и в расширенном составе, включающем Алана Уилкинсона и Пэта Томаса в лондонском Cafe Oto. В следующем году выступала с Корсано и Жоржем Полем в Северном Рейне-Вестфалии. В 2015 году играла в Stockholm im Fire! Orchestra (Riual, Rune Grammofon и др.) с Сусанной Сантос Сильва, Матсом Элеклинтом, Пером Оке Холмландером, Пером Техасом Йоханссоном, Лотте Анкер, Мэтсом Густафссоном, Йонасом Куллхаммаром). В 2017 году представила альбом To the Animal Kingdom (Consolation, 2017; с Таши Дорджи и Тайлером Дэймоном).
На сегодняшний день в ходе своей карьеры Расмуссен работала: также с Аланом Сильвой, Тобиасом Делиусом, Руди Махаллом, Уилбертом де Йооде, Акселем Дёрнером, Джоном Эдвардсом и Крейгом Таборном. Стилистически она движется в области импровизационной музыки, фри-джаза и текстурного саунд-дизайна. Расмуссен живёт в Тронхейме.

## Пресса
«Каждый, кто когда-либо чувствовал физическую силу игры грубой энергии, тут же почувствовал это», — написал Джулиан Вебер в tageszeitung о её выступлении на джазовом фестивале в Копенгагене.

## Дискография
- Jooklo Duo & Mette Rasmussen: Graz Live! (Insula Jazz, 2018)
- Mette Rasmussen & Julien Desprez: The Hatch (2019)
- Gard Nilssen’s Supersonic Orchestra: If You Listen Carefully the Music Is Yours (Odin, 2020)